# Distrito de Aki (Kōchi)
El distrito de Aki (安芸郡 Aki-gun?) es un distrito localizado en la prefectura de Kōchi, Japón. En junio de 2019 tenía una población estimada de 15.973 habitantes y una densidad de población de 28,4 personas por km². Su área total es de 563,12 km².

## Localidades
- Geisei
- Kitagawa
- Nahari
- Tano
- Tōyō
- Umaji
- Yasuda